# Потанино (Палехский район)
Пота́нино — деревня в Палехском районе Ивановской области (Раменское сельское поселение) в 8,7 км к западу от Палеха (9,6 км по автодорогам).

## История
По данным Центрального статистического комитета Министерства внутренних дел, в «Списках населённых мест Владимирской губернии на 1859 год» значится: «… Вязниковского уезда, 2-го стана, по правую сторону от Балахнинского торгового тракта, от р. Тезы к границе Гороховского уезда, под № 1475 указано — Потанино, деревня владельческая, при колодце; расстояние в верстах от уездного центра — 49, от становой квартиры — 25; число дворов 9; число жителей: мужского пола — 17 чел., женского пола — 16 чел.».
Православные жители деревни Потанино значились прихожанами храма Николая Чудотворца (построен в 1791 г.) старинного русского села Мугреево-Никольского, упоминаемого в исторических источниках середины XV в., в конце 19 — начале 20 вв. являвшегося волостным центром Вязниковского уезда.

## Население
| 1859 | 1905 | 2010 |
| ---- | ---- | ---- |
| 189  | ↗203 | ↘7   |